# Partido Democrático Popular de Tayikistán
El Partido Democrático Popular de Tayikistán (en tayiko: Ҳизби халқӣ-демократӣ Тоҷикистон Hizbi Khalqī-Demokratī Tojikiston) es un partido político de Tayikistán. Actualmente es el partido que ocupa el poder, liderado por Emomalii Rahmon, presidente del país. Tiene su sede en el Palacio de la Unidad de Dusambé, la capital de Tayikistán.
En las elecciones legislativas, el 27 de febrero y 13 de marzo de 2005 (ampliamente consideradas por los observadores como manipuladas a favor de Rahmon), el partido ganó el 74% del voto popular y 52 de los 63 escaños. Esto constituyó un aumento respecto a las elecciones de 2000, en el que obtuvo el 64,9% de los votos y 38 escaños. En las elecciones legislativas celebradas el 28 de febrero de 2010, consiguió un 71,69% de los votos y 45 de los 63 escaños.